# Conrad Mouren

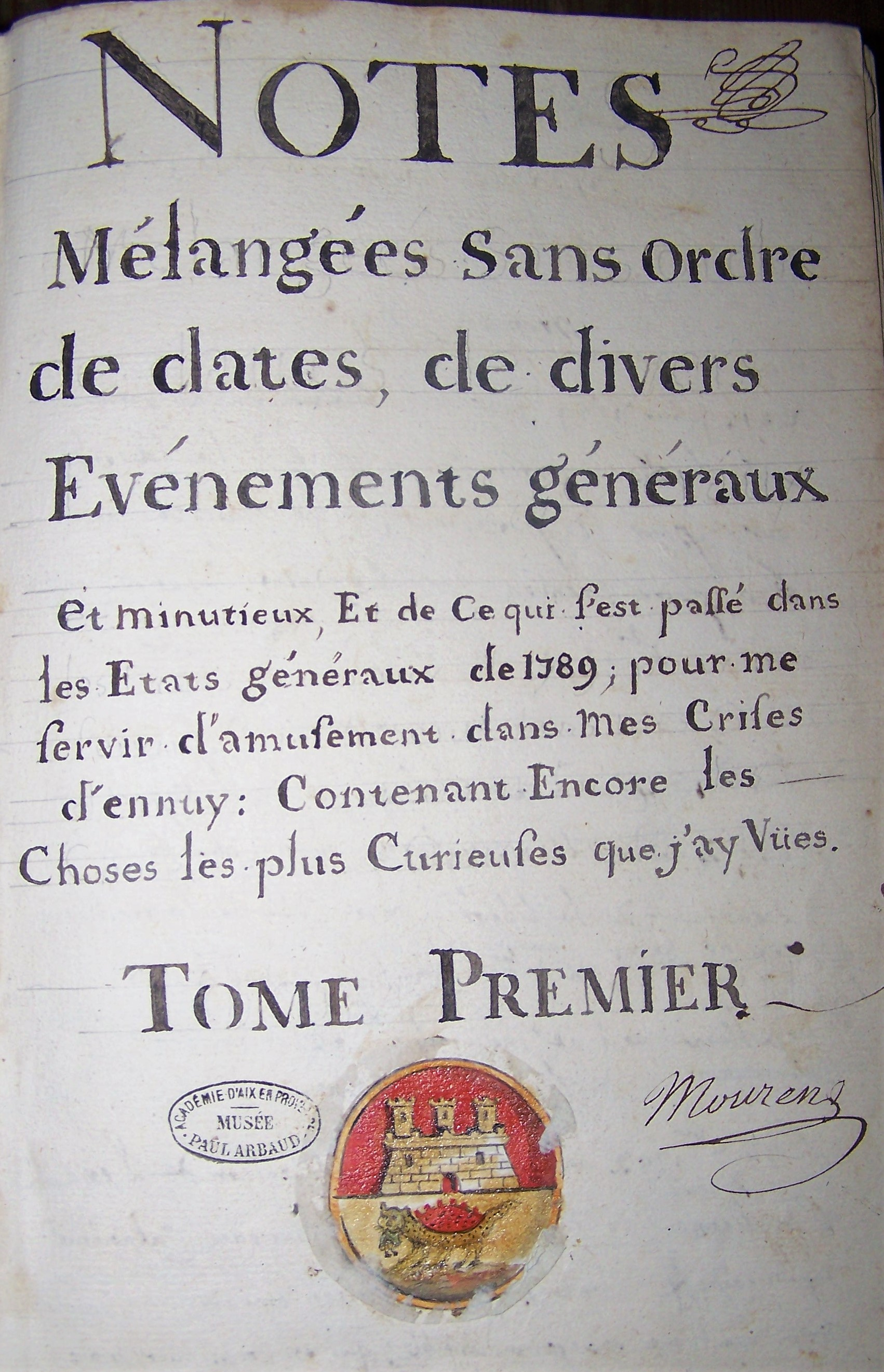
Tome Premier des manuscrits de Conrad Mouren.

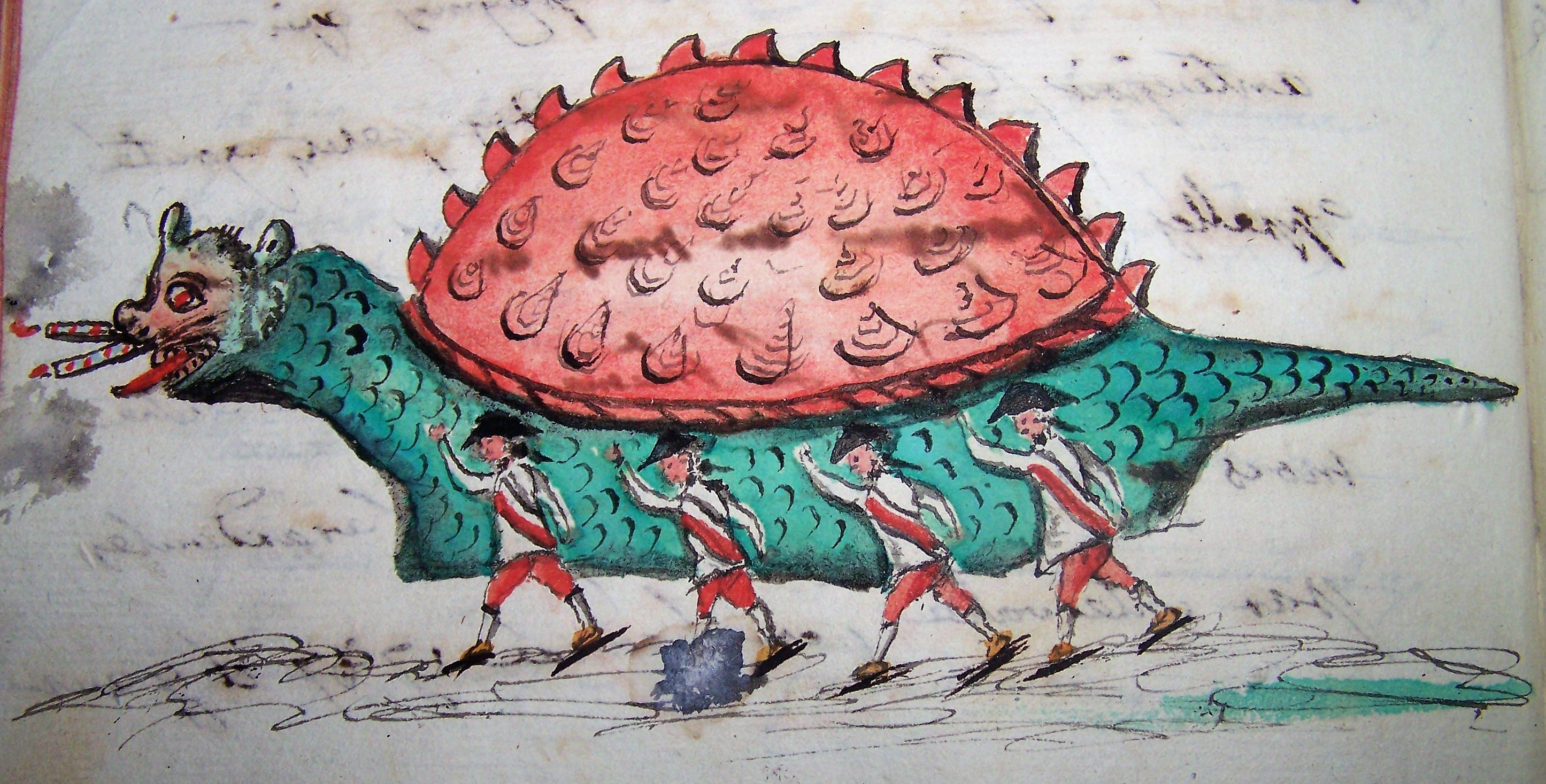
Dessin des Fêtes de la Tarasque à Tarascon, par Conrad Mouren.

Esprit-Conrad Mouren (1731-1795) est un secrétaire de la Municipalité de Tarascon qui a écrit neuf manuscrits pendant la Révolution française.
Conrad Mouren fait partie d'une famille de notaires, originaire de Marseille, qui s'est installée à Tarascon dans la seconde moitié du XVIe siècle. Il est secrétaire de la Municipalité de Tarascon de 1773 à 1786. Il est brièvement incarcéré à Marseille en 1794.

## Travaux
Tomes 1 à 9:
- Tome 1 (197 pages) : Notes mélangées sans ordre de dates, de divers événements généraux et minutieux, et de ce qui s'est passé dans les États-Généraux de 1789 ; pour me servir d'amusement dans mes crises d'ennuy : contenant encore les choses les plus curieuses que j'ay vues
- Tome 2 (200 pages) : Notes mélangées sans ordre de dates, de divers événements généraux et minutieux ; et la continuation des États-Généraux
- Tome 3 (198 pages) : Notes mélangées sans ordre de dates, de divers événements généraux et minutieux ; et la continuation des États-Généraux
- Tome 4 (274 pages) : Notes mélangées sans ordre de dates, de divers événements généraux et minutieux ; et la continuation des États-Généraux
- Tome 5 (333 pages) : Notes mélangées sans ordre de dates, de divers événements généraux et minutieux ; et de ce qui s'est fait dans la seconde session de l'assemblée nationale
- Tome 6 (190 pages) : Notes mélangées sans ordre de dates, de divers événements généraux et minutieux, et de ce qui s'est fait dans la seconde session de l'assemblée nationale, contenant encore les choses les plus curieuses que j'ay vues
- Tome 7 (294 pages) : Notes mélangées sans ordre de dates, de divers événements généraux et minutieux, et de ce qui s'est passé dans la Convention nationale, contenant encore les choses les plus curieuses que j'ay vues
- Tome 8 (286 pages) : Notes mélangées sans ordre de dates, de divers événements généraux et minutieux, contenant le jugement et la mort de Louis XVI et de ce qui s'est passé dans la Convention nationale, contenant encore les choses les plus curieuses que j'ai vu
- Tome 9 (447 pages) : Notes mélangées sans ordre de dates, de divers événements généraux et minutieux, et de ce qui s'est passé dans la Convention nationale, contenant encore les choses les plus curieuses que j'ay vues